# Pontiac Acadian
Pontiac Acadian – samochód osobowy klasy kompaktowej produkowany pod amerykańską marką Pontiac w latach 1975–1987.

## Historia i opis modelu

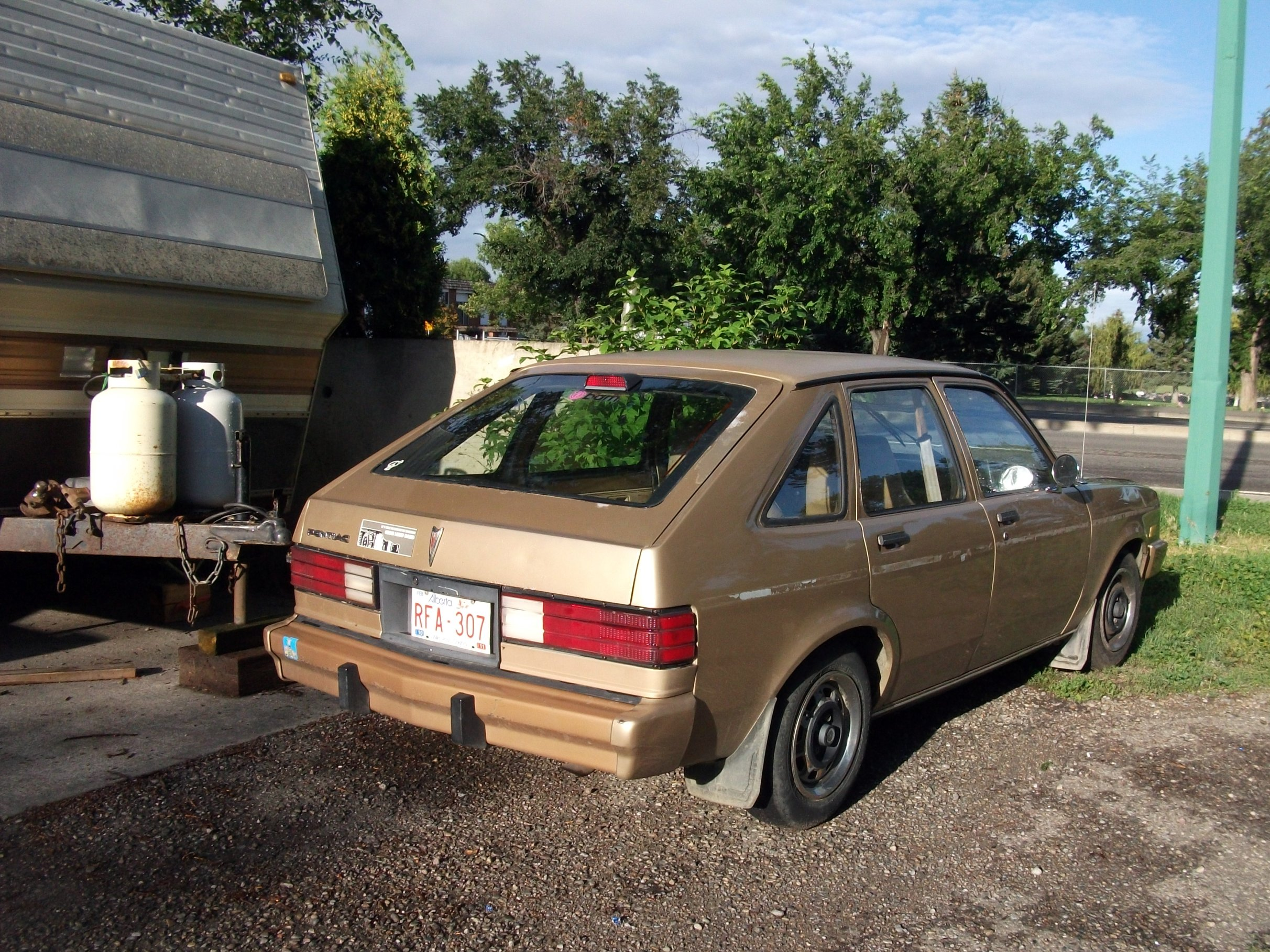
Pontiac Acadian - tył

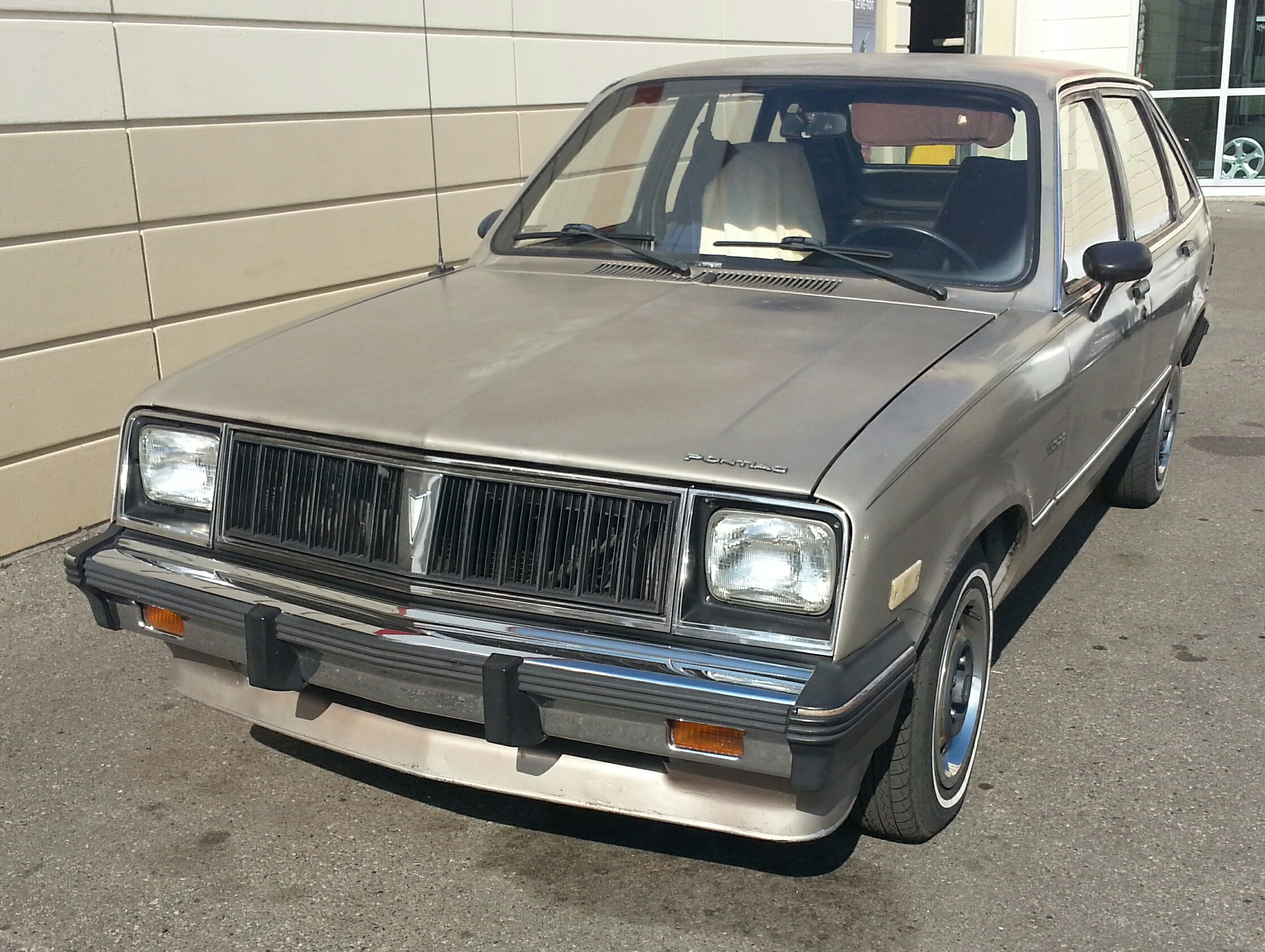
Pontiac Acadian po liftingu

W 1975 kanadyjski oddział Pontiaka rozbudował swoją ofertę modelową o bliźniaczą wersję Chevroleta Chevette o nazwie Acadian, która oferowana była tylko w Kanadzie równolegle z pokrewnym modelem. Różnice wizualne ograniczyły się do innych emblematów i zmienionej atrapy chłodnicy.

### T1000
W 1981 roku General Motors podjęło decyzję o wprowadzeniu do sprzedaży kompaktowego modelu Pontiaka także w Stanach Zjednoczonych pod nazwą T1000.
Dwa lata później dokonano korekty w nazwie, upraszczając ją do Pontiac 1000. Krok ten był motywowany ówczesną polityką nazewniczą marki, wedle której wprowadzono na początku lat 80. do sprzedaży także nazwy 2000 i 6000. Pontiac T1000 był oferowany równolegle z bliźniaczym Chevroletem Chevette.

### Silniki
- L4 1.4l G140
- L4 1.6l G161Z
- L4 1.8l 4FB1

## W kulturze popularnej
Szary egzemplarz Pontiaka T1000 pojawił się w teledysku do utworu „Lady” z 2000 roku autorstwa francuskiego zespołu muzycznego Modjo.